# Qurban Qurbanov (zapaśnik)
Qurban Osman oğlu Qurbanov (ur. 28 stycznia 2002) – azerski zapaśnik startujący w stylu klasycznym. Zajął piąte miejsce na mistrzostwach świata w 2024.
Złoty medalista mistrzostw Europy w 2025. Brązowy medalista wojskowych MŚ w 2023. Mistrz świata U-23 w 2022 i Europy w 2023 i 2024. Mistrz świata juniorów w 2022. Wicemistrz Europy juniorów w 2021 i 2022. Mistrz świata kadetów w 2017 roku.